# Stranger to Stranger (Paul Simon)
Stranger to Stranger è il tredicesimo album in studio da solista del cantautore statunitense Paul Simon, pubblicato nel 2016.

## Tracce
- Edizione standard

1. The Werewolf – 3:25
2. Wristband – 3:17
3. The Clock – 1:02
4. Street Angel – 2:11
5. Stranger to Stranger – 4:35
6. In a Parade – 2:21
7. Proof of Love – 5:44
8. In the Garden of Edie – 1:48
9. The Riverbank – 4:11
10. Cool Papa Bell – 4:02
11. Insomniac's Lullaby – 4:33

- Edizione deluxe (Tracce bonus)

1. Horace and Pete – 2:30
2. Duncan (Live from A Prairie Home Companion February 2016) – 4:43
3. Wristband (Live from A Prairie Home Companion) – 3:28
4. Guitar Piece 3 – 1:10
5. New York Is My Home (with Dion) – 4:10

## Classifiche
| Classifiche (2016) | Posizione massima |
| ------------------ | ----------------- |
| Regno Unito        | 1                 |
| Stati Uniti        | 3                 |